# Olivier Norek
Olivier Norek, né en 1975 à Toulouse, est un écrivain et scénariste français, ancien capitaine de police judiciaire en Seine-Saint-Denis.
Ses romans, principalement des romans policiers, abordent des thèmes politiques et sociaux engagés : sort des migrants de la « jungle de Calais », écoterrorisme. Il est notamment l'auteur de la tétralogie Victor Coste.
Avec son roman Les Guerriers de l'hiver sur Simo Häyhä, tireur d'élite finlandais pendant la Seconde Guerre mondiale, Olivier Norek remporte le Prix Jean Giono 2024 et le Prix Renaudot des Lycéens 2024. 

## Biographie

### Famille et enfance
Né à Toulouse, Olivier Norek est originaire d'Aubin dans l'Aveyron. Il est le petit-fils d'Herbert Norek, un « migrant silésien devenu citoyen français », sous-officier dans la Légion étrangère naturalisé français en 1935. Son père, Claude Norek, est un haut fonctionnaire qui a été directeur général de Radio France de 1999 à 2004. Sa mère est directrice d'école.
Il vit actuellement à Pantin, en Seine-Saint-Denis, département où se situe l'intrigue de plusieurs de ses livres.

### Avant d'être écrivain
Après avoir obtenu son baccalauréat, Olivier Norek devient bénévole chez Pharmaciens sans frontières durant trois ans et participe à des missions en Guyane et en ex-Yougoslavie (1994-1995),.
Il s'engage ensuite pour deux ans dans l'armée[réf. souhaitée] et entre dans la police en 1997, comme gardien de la paix d'abord, puis comme capitaine à la section des enquêtes et recherches du SDPJ 93. Peu après le succès littéraire de son premier roman, publié en 2013, il se met en disponibilité.

## Œuvre

### SérieVictor Coste
Entre 2013 et 2016, Olivier Norek publie trois romans — Code 93, Territoires et Surtensions — qui mettent en scène Victor Coste, un capitaine de police humaniste et sensible de Seine-Saint-Denis. Le succès est rapide, y compris à l'étranger, et Olivier Norek obtient le Prix du polar européen en 2016.
Un quatrième roman, rappelant l'affaire Natascha Kampusch, est publié en 2021 : Dans les brumes de Capelans. Désormais affecté au service de protection des témoins, le capitaine Coste doit assurer la protection d'une jeune femme, kidnappée quelques années plus tôt par un psychopathe. L'action se situe principalement sur l'île de Saint-Pierre-et-Miquelon, où Olivier Norek a séjourné pendant deux mois pour préparer l'ouvrage,. Le titre du livre fait référence à un phénomène météorologique de brouillard très dense, typique de l'île, qui permet à l'auteur de développer une atmosphère d'enfermement,.

### Thrillers sociaux
Entre deux mondes (2017) évoque le sort des migrants. L'intrigue est centrée autour de deux personnages : Adam, exilé syrien qui recherche sa femme et sa fille, échoué dans la « jungle de Calais », et Bastien, policier français habitant à Calais. Olivier Norek a séjourné dans la ville pour préparer le roman et s'est inspiré de personnages qu'il y a rencontrés,.
Surface (2019) est une enquête centrée sur un Cold Case dont l'action se déroule en Aveyron, avec pour décor un village englouti au fond d'un lac artificiel. Le roman a été présenté comme « plus personnel » que les précédents, et moins politique. Il aborde notamment le contraste entre les réalités policières urbaines et rurales, avec un personnage de policière placardisée dans un commissariat de campagne après s'être fait tirer dessus en Seine-Saint-Denis. En 2022, le roman est adapté en bande dessinée par Matz et Luc Brahy. En septembre 2023, France Télévisions annonce son adaptation en série télévisée. Intitulée Surface, son tournage débute l'année suivante, avec comme acteurs principaux Laura Smet et Tomer Sisley.
Impact (2020) adopte la forme de manifeste écologiste radical. Il met en scène un soldat des forces spéciales reconverti en écoterroriste qui s'attaque au patron d'une multinationale pétrolière. Le roman s'ouvre sur une scène située dans le delta du Niger et est ensuite construit comme un patchwork, avec des scènes évoquant le changement climatique et des scènes de traque. Le roman a été adapté en podcast en 2023, avec Alexis Michalik et Shirine Boutella, et est en cours d'adaptation en série télévisée. Impact est adapté en bande dessinée, en 2024, illustré par Fred Pontarolo, édition Laffon 

### Littérature blanche
En 2024, Olivier Norek publie Les Guerriers de l'hiver, son premier roman de littérature blanche. L'intrigue se situe en Finlande pendant la guerre d'Hiver, au début de la Seconde Guerre mondiale, et est centrée sur le tireur d'élite Simo Häyhä, surnommé la « Mort blanche », qui défend son pays contre l'envahisseur soviétique.
Cette évolution vers la littérature blanche après des débuts comme auteur de polars lui vaut d'être comparé à Pierre Lemaitre.

### Comme scénariste
Olivier Norek a co-écrit avec Hugues Pagan le scénario de Flic tout simplement, un téléfilm diffusé en 2016 sur la traque du tueur en série Guy Georges.
Il a aussi participé à l'écriture de plusieurs séries télévisées policières : sixième saison d'Engrenages en 2017, Les Invisibles en 2021 et Tout le monde ment en 2022.

### Participation à des collectifs d'auteur
Olivier Norek fait partie du collectif d'écrivains francophones La Ligue de l'Imaginaire.

### Pour la jeunesse
Olivier Norek est l'auteur d'un livre pour enfants, Le Lapin shérif, paru dans la collection OLI des éditions Radio France.

## Style et influences
Selon la chercheuse Loredana Trovato, les polars d'Olivier Norek sont hybrides, au croisement du roman noir et du roman social, s'apparentant également à une littérature documentaire inspirée des méthodes du journalisme d'enquête et de terrain. Son écriture peut également être qualifiée de « littérature de territoire ».
Olivier Norek est généralement considéré comme un auteur de polars engagé, au même titre que Caryl Férey, Frédéric Paulin, Marin Ledun ou Sandrine Collette. La presse l'affuble parfois de l'étiquette de « militant ».
Ses influences littéraires incluent  Maurice G. Dantec, Fred Vargas, Franck Thilliez, Ken Follett, Roald Dahl et John Irving.

## Publications

### SérieVictor Coste
- Code 93, Paris, Michel Lafon, 2013, 363 p. (ISBN 978-2-7499-1778-8)[34] Traduit en anglais (The Lost and the Damned) et en polonais (Kod 93)
- Territoires, Paris, Michel Lafon, 2014, 394 p. (ISBN 978-2-7499-2212-6)[35] Traduit en tchèque (Teritoria : autentický thriller psaný skutečným kriminalistou)
- Surtensions, Paris, Michel Lafon, 2016, 505 p. (ISBN 978-2-7499-2816-6)[36] Traduit en espagnol en 2016 (Efecto dominó) et en anglais (Breaking Point) — Prix du polar européen 2016 du Point[37]
- Trilogie 93, Paris, Michel Lafon, 2021, 952 p. (ISBN 978-2749948591). Le volume rassemble les romans Code 93, Territoires et Surtensions, ainsi que trois nouvelles d'Olivier Norek réunies pour la première fois sous le titre Ultra Noir.
- Dans les brumes de Capelans, Paris, Michel Lafon, 2022, 400 p. (ISBN 978-2-7499-4228-5)

### Autres romans
- Entre deux mondes, Paris, Michel Lafon, 2017, 429 p. (ISBN 978-2-7499-3226-2) Traduction en 2018 en italien (Tra due mondi), en 2019 en espagnol (Entre dos mundos) et en allemand (All dies ist nie geschehen)
- Surface, Paris, Michel Lafon, 2019, 424 p. (ISBN 978-2-7499-3498-3) — Prix Maison de la Presse 2019[38], Prix des lecteurs Babelio 2019 dans la catégorie Polar[39], Prix Relay des voyageurs-lecteurs 2019[40], Prix de l'Embouchure 2019[41]
- Impact, Paris, Michel Lafon, 2020 (ISBN 9782749938646)
- Les Guerriers de l'Hiver, Michel Lafon, 2024  (ISBN 2749947200)

### Nouvelles
- Je suis encore là, recueil collectif Crimes de sang froid, Nouveau Monde, 2018, réédition Points Policier 2019. D'après l'histoire réelle du tueur en série Pedro Alonso López
- Sainte Griffe, dans l'anthologie À peine entré dans la librairie... La Griffe noire, 30 ans. Paris : Télémaque, 06/2018, p. 229-236.  (ISBN 978-2-7533-0357-7)
- Relations de bon voisinage, dans La Nouvelle du lendemain, anthologie numérique organisée pendant le confinement par la Ligue de l’Imaginaire, le festival Lisle noir et Cultura, 03/2020[42].
- Regarder les voitures s'envoler, dans Regarder le noir, anthologie sous la direction d'Yvan Fauth. Paris : Belfond, 06/2020, p. 7-32.  (ISBN 978-2-7144-9345-3)
- Santa & Associé. Détectives privés in Le Pire des Noëls, éditions Le livre de poche (2024)

### Collectifs
- Belles rencontres : 44 portraits du roman noir (préf. Jean-Bernard Pouy, photogr. Xavier Hacquard et Vincent Loison), Paris, Éd. la Grange Batelière, mars 2021, 104 p. (ISBN 979-10-97127-17-6), p. 74-75
- L’Enfance, c’est… par 120 auteurs (préf. Aurélie Valognes, ill. Jack Koch), Paris, Livre de poche, 2020 (ISBN 978-2-253-08202-6)
- Le Lapin shérif, bande dessinée en collaboration avec Marcel Pixel, Paris, Michel Lafon, février 2021  (ISBN 9782749945798)

## Récompenses et distinctions

### Décoration
- Chevalier de l'ordre des Arts et des Lettres 2025[43]

### Prix
- Coup de cœur de la 13e édition du festival Blues et Polar de Manosque en 2015 pour Territoires[44]
- Prix du polar européen 2016 pour Surtensions[45]
- Grand Prix des Lectrices Elle 2017 pour Surtensions[46]
- Prix Étoile du Parisien du meilleur polar 2017[47]
- Prix Sang d'encre des lycéens, Prix Sang d'encre des lecteurs 2018 pour Entre deux Mondes
- Prix Jean Giono 2024 pour Les Guerriers de l'hiver[48]
- Prix Renaudot des lycéens 2024, pour  Les Guerriers de l'hiver[49]

- Prix Maison de la Presse 2019 pour Surface[50]
- Prix des lecteurs Babelio 2019 pour Surface[51]
- Prix de l'Embouchure 2019 pour Surface[52]

### Nominations
- Trophée 813 2023 du roman francophone pour Dans les brumes de Capelans[53]
- Première sélection du Prix Goncourt en 2024 pour Les Guerriers de l'Hiver[54]
- Première sélection du Prix Renaudot en 2024 pour Les Guerriers de l'Hiver[55]